# Неравенство Фридрихса
Неравенство Фридрихса — теорема функционального анализа, доказанная Куртом Фридрихсом. Оно указывает границу для Lp-нормы функции, используя Lp границы на слабые производные этой функции и геометрию области. Неравенство может быть использовано, чтобы показать эквивалентность некоторых норм на пространстве Соболева.
Пусть Ω — ограниченное подмножество евклидова пространства Rn с диаметром d. Предположим, что u : Ω → R принадлежит пространству Соболева {\displaystyle W_{0}^{k,p}(\Omega )} (то есть {\displaystyle u\in W^{k,p}(\Omega )} и tr u = 0). Тогда
{\displaystyle \|u\|_{L^{p}(\Omega )}\leq d^{k}\left(\sum _{|\alpha |=k}\|\mathrm {D} ^{\alpha }u\|_{L^{p}(\Omega )}^{p}\right)^{1/p},}
где
- {\displaystyle \|-\|_{L^{p}(\Omega )}} обозначает Lp-норму;
- α = (α1, …, αn) — мультииндекс с нормой |α| = α1 + … + αn;
- Dαu — смешанная частная производная

{\displaystyle \mathrm {D} ^{\alpha }u={\frac {\partial ^{|\alpha |}u}{\partial _{x_{1}}^{\alpha _{1}}\cdots \partial _{x_{n}}^{\alpha _{n}}}}.}
Близким результатом является неравенство Пуанкаре.